# Platja de les Barques (Sant Pol de Mar)
La platja de les Barques, coneguda també com a platja dels Pescadors, és una platja urbana de la costa del Maresme, situada al municipi de Sant Pol de Mar (Maresme), just davant de la població, limitada pel seu extrem nord per l'escullera, on hi ha el Club Nàutic de Sant Pol de Mar, que al mateix temps separa de la platja de les Escaletes, i pel seu extrem sud amb la platja de Sant Pol. Té una longitud de 250 m i una amplada mitjana de 36 m de sorra gruixuda i un pendent d'entrada a l'aigua molt fort. És la platja principal de la població, amb accés per a persones amb mobilitat reduïda i servei de socorrisme, i l'estació de Renfe es troba just davant de la platja.
L'Agència Catalana de l'Aigua efectua un control quinzenal de la qualitat de l'aigua, durant la temporada de bany, amb el resultat d'excel·lent. Està guardonada amb la Bandera Blava, que reconeix internacionalment la qualitat de l'aigua i serveis.